# Chiesa della Santissima Trinità (Aielli)
La chiesa della Santissima Trinità è un edificio religioso di Aielli, in provincia dell'Aquila e diocesi di Avezzano; fa parte della forania di Pescina.

## Storia

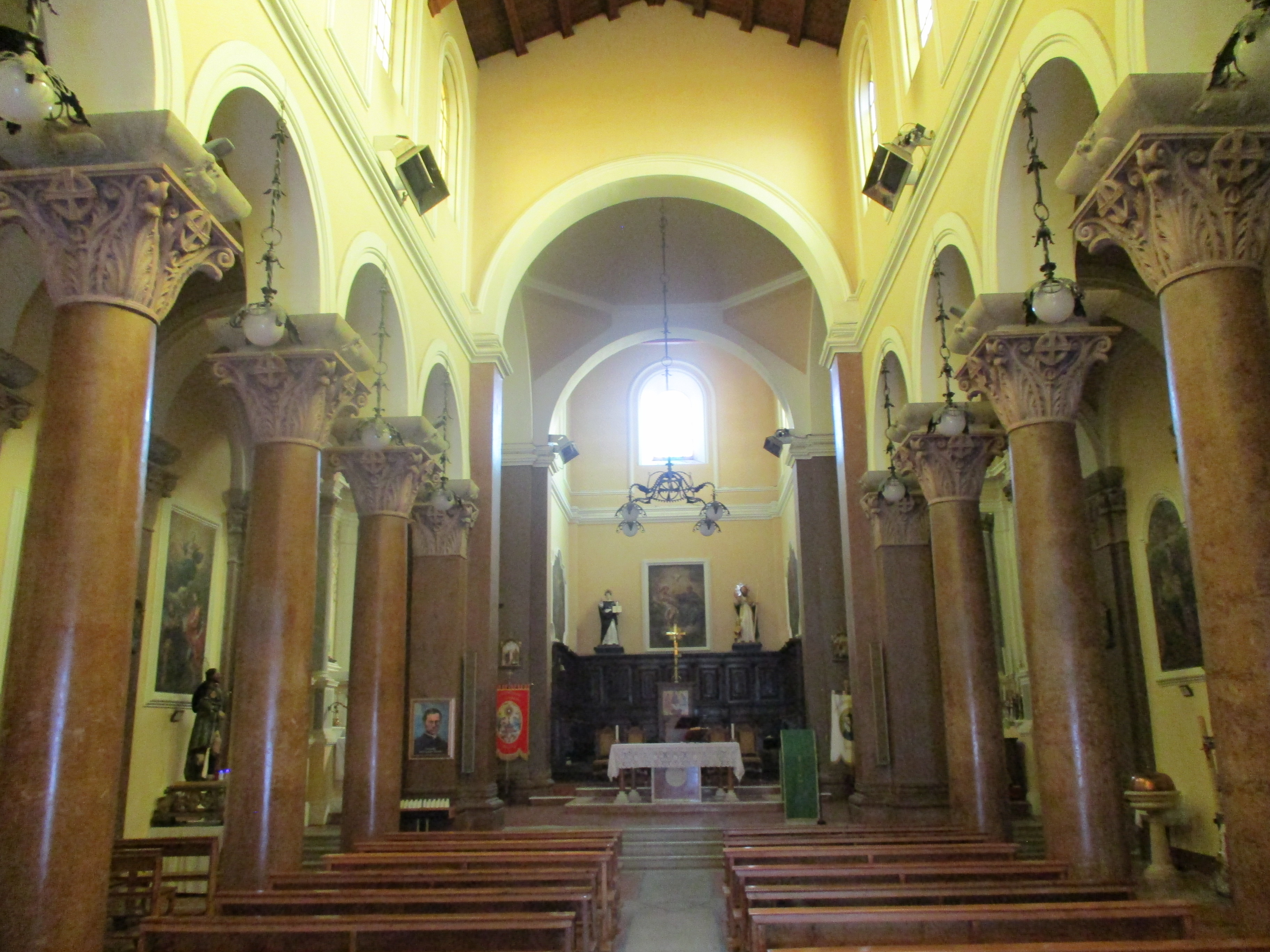
La navata centrale

La chiesa originaria venne edificata nel 1362 per volere di Ruggero II, conte dei Marsi, su un suolo incluso tra i possedimenti della basilica romana di San Giovanni in Laterano.
Nel 1477 Antonio Todeschini Piccolomini, conte di Celano, fece avviare i lavori di completamento della facciata. Due anni dopo, nel 1479, avvenne la consacrazione dell'edificio di culto.
Nel corso del Cinquecento ebbe inizio la vertenza sulla giurisdizione della chiesa tra il capitolato lateranense e la diocesi dei Marsi. La vexata quaestio si risolse in favore del vescovo marsicano Diego (Didaco) Petra tra il 1664 e il 1680, dopo oltre un secolo e mezzo.
Gravemente danneggiata dal terremoto della Marsica del 1915 fu oggetto di rifacimento nel 1927 con uno stile che richiama in alcuni elementi l'arte romanica, gotica e rinascimentale.
La statua della Santissima Trinità andata in rovina e rimossa nel 1968 è stata ricreata da Toni Zaccaria e ricollocata nella chiesa nel 2012, dopo oltre quarant'anni.

## Descrizione
La chiesa madre di Aielli Alto, situata in piazza Risorgimento, venne quasi del tutto ricostruita nel 1927 dopo i gravissimi danni subiti a causa del terremoto di Avezzano dall'edificio originario.
La chiesa riedificata richiama nei suoi vari elementi l'arte romanica, quella gotica e quella rinascimentale
La facciata in mattoncini rossi si caratterizza per il portale quattrocentesco di scuola aquilana. Internamente le tre navate sono separate da possenti colonne. La statua della Madonna della Vittoria risale al Settecento, mentre la croce processionale d'argento di scuola sulmonese è del Quattrocento.
Di fianco alla chiesa si trova l'oratorio intitolato a Gaetano Tantalo.